# Bennett's Lagoon
Bennett's Lagoon är en lagun i Belize.   Den ligger i distriktet Corozal, i den nordöstra delen av landet, 100 kilometer nordost om huvudstaden Belmopan.